# Afrikaspiele 2019/Boxen
Bei den Afrikaspielen 2019 in der marokkanischen Hauptstadt Rabat fanden vom 29. bis 29. August 2019 im Boxen insgesamt 13 Wettbewerbe statt, davon 8 bei den Männern und 5 bei den Frauen. Austragungsort war das Al Amal Indoor Sports Center.

## Bilanz

### Medaillenspiegel
| Platz  | Land                         | Gold | Silber | Bronze | Gesamt |
| ------ | ---------------------------- | ---- | ------ | ------ | ------ |
| 1      | Marokko                      | 4    | 2      | 1      | 7      |
| 2      | Botswana                     | 2    | 1      | —      | 3      |
| 3      | Algerien                     | 2    | —      | 3      | 5      |
| 4      | Ägypten                      | 2    | —      | 2      | 4      |
| 5      | Nigeria                      | 1    | 1      | 5      | 7      |
| 6      | Mauritius                    | 1    | 1      | —      | 2      |
| 7      | Tunesien                     | 1    | —      | —      | 1      |
| 8      | Demokratische Republik Kongo | —    | 2      | 3      | 5      |
| 8      | Kenia                        | 1    | —      | 1      | 2      |
| 9      | Uganda                       | —    | 2      | 1      | 3      |
| 10     | Mosambik                     | —    | 2      | —      | 2      |
| 11     | Ägypten                      | —    | 2      | 2      | 4      |
| 12     | Kenia                        | —    | 1      | 4      | 5      |
| 13     | Mali                         | —    | 1      | —      | 1      |
| 14     | Äthiopien                    | —    | —      | 1      | 1      |
| 14     | Ghana                        | —    | —      | 1      | 1      |
| 14     | Kamerun                      | —    | —      | 1      | 1      |
| 14     | Kap Verde                    | —    | —      | 1      | 1      |
| 14     | Namibia                      | —    | —      | 1      | 1      |
| 14     | Sambia                       | —    | —      | 1      | 1      |
| 14     | Zentralafrikanische Republik | —    | —      | 1      | 1      |
| Gesamt | Gesamt                       | 13   | 13     | 26     | 52     |

### Medaillengewinner
Männer
| Disziplin  | Gold                 | Silber               | Bronze                            |
| ---------- | -------------------- | -------------------- | --------------------------------- |
| Bis 52 kg  | Mohamed Otukile      | Hassan Shaffi Bakari | Mohamed Flissi Dawit Wibshet      |
| Bis 57 kg  | Mohamed Hamout       | Isaac Masembe        | Everisto Mulenga Oussama Mordjane |
| Bis 63 kg  | Abdelhaq Nadir       | Richarno Colin       | Jonas Junias Gildas Bangana       |
| Bis 69 kg  | Merven Clair         | Abdulafeez Osoba     | Idriss Kapenga Boniface Mogunde   |
| Bis 75 kg  | Tarik Allali         | David Ssemujju       | George Ouma Ahmed Abdelmoneim     |
| Bis 81 kg  | Abdelrahman Oraby    | Peter Mpita Kabeji   | Mohamed Houmri Shakul Samed       |
| Bis 91 kg  | Abdelhafid Benchabla | Youness Baalla       | Youssef Moussa Elly Ochola        |
| Über 91 kg | Yousry Hafez         | Jeamie Tshikeva      | Solomon Adebayo Fredrick Ramogi   |

Frauen
| Disziplin | Gold              | Silber             | Bronze                                           |
| --------- | ----------------- | ------------------ | ------------------------------------------------ |
| Bis 51 kg | Roumaysa Boualam  | Yasmine Mouttaki   | Ayisat Morenikeji Oriyomi Modestine Munga Zalia  |
| Bis 57 kg | Keamogetse Kenosi | Marine Camara      | Elizabeth Temitayo Oshoba Dorine Stéphane Mambou |
| Bis 60 kg | Khouloud Hlimi    | Aratwa Kasemang    | Fadilat Tijani Thérèse Naomie Yumba              |
| Bis 69 kg | Bolanle Shogbamu  | Alcinda dos Santos | Ivanusa Moreira Oumaïma Bel Ahbib                |
| Bis 75 kg | Khadija El-Mardi  | Rady Gramane       | Hellen Baleke Toyin Adejumola                    |